# Lambert Steinwich

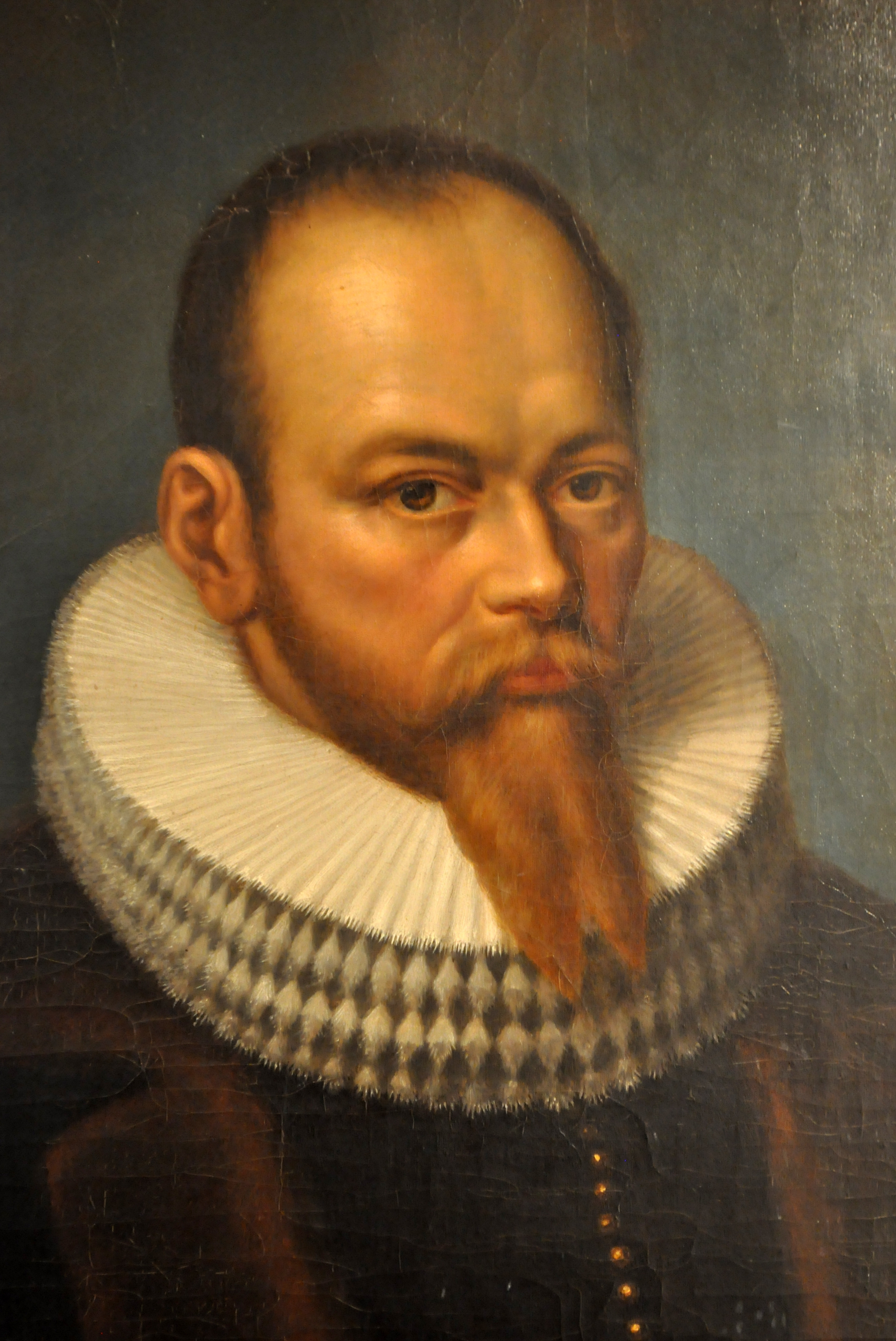
Lambert Steinwich

Lambert Steinwich (latinisiert auch Lambertus Lithocomus; * 19. Mai 1571 in Düsseldorf; † 13. August 1629 in Stralsund) war ein deutscher Jurist, Diplomat und Politiker. Er war von 1616 bis 1629 Bürgermeister von Stralsund.

## Leben und Wirken
Der in Düsseldorf als Sohn des Rechtslehrers Ludolph Steinwich geborene Lambert kam nach einem Studium der Rechtswissenschaften in Köln (1596 auch in Siena) und Basel (Dr. iur. utr. am 1. März 1597) und einem kurzen Aufenthalt als Anwalt in Anklam 1601 nach Stralsund, wo er am 4. Mai den Eid als Subsyndicus ablegte. Hier heiratete er 1602 Anna Klinkow, sie starb im Jahr 1614. 1606 wurde er anstelle des zum Generalsyndikus der Hanse berufenen Johann Domann 1. Syndikus von Stralsund. Steinwich wurde 1612 nach einem Streit mit Philipp Julius, dem Herzog von Pommern-Wolgast, den er vor dem Reichsgericht des Landfriedensbruchs beschuldigt hatte, suspendiert und war fortan als Jurist tätig.
Ab 1616 war er wieder als Syndicus der Hansestadt tätig und wurde am 6. August dieses Jahres Bürgermeister von Stralsund. 1617 heiratete er Regina Völschow, deren Vater Bürgermeister in Greifswald war. Im Jahre 1619 erhielt Steinwich das Angebot, in Lübeck das Amt des Hansischen Generalsyndicus als Nachfolger von Johann Domann anzutreten. Da Stralsund ihn nicht gehen lassen wollte, bekleidete er bis an sein Lebensende sowohl das erste Syndikat der Stadt Stralsund als auch das Generalsyndikat der Hanse, aber von Stralsund aus und nicht in Lübeck. Als Nachfolger von Thomas Brandenburg vertrat er die Stadt als Landrat im Ausschuss der Landstände.
Während der Belagerung von Stralsund im Dreißigjährigen Krieg 1628 führte er die Verhandlungen mit Albrecht von Wallenstein. Gleichzeitig verhandelte Steinwich heimlich mit Dänemark und Schweden, mit deren Hilfe Stralsund verteidigt werden konnte. 1628 begann die Herrschaft der Schweden mit der Unterzeichnung des Allianzvertrages.
Lambert Steinwich starb 1629 an der Pest. Sein Epitaph mit einer umfangreichen lateinischen Lebensbeschreibung befindet sich in der Stralsunder Nikolaikirche.

## Ehrungen
Heute erinnert das von Bildhauer Wilhelm Jacobi geschaffene Lambert-Steinwich-Denkmal am Wulflamufer an ihn. Des Weiteren erinnern an ihn eine Schule und die Lambert-Steinwich-Straße.